# Vice (film, 2015)
Pour les articles homonymes, voir Vice (homonymie).
Vice est un film de science-fiction américain réalisé par Brian A. Miller, sorti en 2015.
Écrit par Andre Fabrizio et Jeremy Passmore, le film a pour principaux interprètes : Thomas Jane, Bruce Willis et Ambyr Childers.

## Synopsis
L'homme d'affaires Julian Michaels (Bruce Willis) a conçu l'ultime station de vacanciers, "Vice", où tout est permis et les clients peuvent jouer leurs fantasmes les plus fous avec les habitants artificiels qui regardent, pensent et ressentent comme les humains. Lorsqu'une femme artificielle (robot), Kelly (Ambyr Childers), devient consciente de soi et s'échappe, elle se retrouve prise dans les tirs croisés entre les mercenaires de Julian et un flic Roy (Thomas Jane) qui est bien décidé à arrêter la corruption de "Vice", et l'arrêt des violences une bonne fois pour toutes.
L'intrigue ressemble de très près au film de Michael Crichton, Mondwest sorti en 1973.[réf. nécessaire]

## Fiche technique
- Réalisation : Brian A Miller
- Scénario : Andre Fabrizio, Jeremy Passmore
- Production : Randall Emmett, George Furla, Adam Goldworm
- Musique : Hybrid
- Photographie : Yaron Levy
- Montage : Paul Harb, Rick Shaine
- Décors : Jessica Navran
- Costumes : Bonnie Stauch
- Effets spéciaux : May Satsuki Asai, D.J. Shea
- Sociétés de production : Emmett/Furla Films, K5 International, Aperture Entertainment, Grindstone Entertainment Group
- Société de distribution : Lionsgate
- Langue : anglais
- Pays :  États-Unis
- Durée : 96 minutes
- Budget : 10 millions $
- Dates de sortie :
  -  États-Unis : 16 janvier 2015
  -  France : 3 février 2016 (Directement en vidéo), puis diffusée sur la plateforme de streaming Pluto TV

## Distribution
- Bruce Willis (VQ : Jean-Luc Montminy) : Julian Michaels
- Thomas Jane (VQ : Gilbert Lachance) : Roy
- Ambyr Childers (VQ : Catherine Brunet) : Kelly
- Bryan Greenberg (VQ : Pierre-Yves Cardinal) : Evan
- Johnathon Schaech (VQ : Benoît Éthier) : Chris
- Charlotte Kirk (VQ : Mélanie Laberge) : Melissa
- Brett Granstaff (VQ : Pierre-Étienne Rouillard) : James
- Ryan O'Nan (VQ : Daniel Roy) : Det. Matthews
- David Gordon : Mitch
- Colin Egglesfield (VQ : Alexis Lefebvre) : Reiner
- Cameron Brexler : Keith

## Autour du film
Il n'y a eu aucun doublage français. Seule une version québécoise existe, y compris pour les diffusions dans tous les pays francophones.